# Brasilien ved sommer-OL 2016
Brasilien deltog under Sommer-OL 2016 i Rio de Janeiro som blev arrangeret i perioden 5. august til 21. august 2016.

## Medaljer
| 2016 Rio de Janeiro | Guld | Sølv | Bronze | Total |
| Brasilien           | 40   | 9    | 83     | 1098  |

### Medaljevinderne
| Weverton       |  | Neymar          |  |  |
| Zeca           |  | Gabriel Jesus   |  |  |
| Rodrigo Caio   |  | Walace          |  |  |
| Marquinhos     |  | William         |  |  |
| Renato Augusto |  | Luan Garcia     |  |  |
| Douglas Santos |  | Rodrigo Dourado |  |  |
| Luan           |  | Thiago Maia     |  |  |
| Rafinha        |  | Felipe Anderson |  |  |
| Gabriel        |  | Uilson          |  |  |

| Bruno Rezende        |  | Maurício Souza          |  |  |
| Éder Carbonera       |  | Douglas Souza           |  |  |
| Wallace de Souza     |  | Lucas Saatkamp          |  |  |
| William Arjona       |  | Evandro Guerra          |  |  |
| Sérgio Santos        |  | Ricardo Lucarelli Souza |  |  |
| Luiz Felipe Fonteles |  | Maurício Silva          |  |  |

## Svømning

### Resultater
| Dato           | Disciplin       | H/D    | Udøver                                                           | Indledende heat | Indledende heat | Semifinale          | Semifinale          | Finale              | Finale              |
| Dato           | Disciplin       | H/D    | Udøver                                                           | Tid             | Placering       | Tid                 | Placering           | Tid                 | Placering           |
| -------------- | --------------- | ------ | ---------------------------------------------------------------- | --------------- | --------------- | ------------------- | ------------------- | ------------------- | ------------------- |
| 6. august      | 400 m IM        | Herrer | Brandonn Almeida                                                 | 4:17,25         | 15              | N/A                 | N/A                 | ude af konkurrencen | ude af konkurrencen |
| 6. august      | 100 m butterfly | Damer  | Daynara de Paula                                                 | 57,92           | 14 Q            | 58,65               | 16                  | ude af konkurrencen | ude af konkurrencen |
| 6. august      | 100 m butterfly | Damer  | Daiene Dias                                                      | 58,15           | 15 Q            | 58,52               | 14                  | ude af konkurrencen | ude af konkurrencen |
| 6. august      | 400 m fri       | Herrer | Luiz Altamir Melo                                                | 3:52,80         | 32              | N/A                 | N/A                 | ude af konkurrencen | ude af konkurrencen |
| 6. august      | 400 m IM        | Damer  | Joanna Maranhão                                                  | 4:38,88         | 15              | N/A                 | N/A                 | ude af konkurrencen | ude af konkurrencen |
| 6. – 7. august | 100 m bryst     | Herrer | Felipe França                                                    | 59,01           | 3 Q             | 59,35               | 6 Q                 | 59,38               | 7                   |
| 6. – 7. august | 100 m bryst     | Herrer | João Gomes                                                       | 59,46           | 8 Q             | 59,40               | 7 Q                 | 59,31               | 5                   |
| 6. august      | 4x100 m fri     | Damer  | Larissa Oliveira Etiene Medeiros Daynara De Paulo Manuella Lyrio | 3:39,40         | 11              | N/A                 | N/A                 | ude af konkurrencen | ude af konkurrencen |
| 7. august      | 100 m ryg       | Damer  | Etiene Medeiros                                                  | 1:01,70         | 25              | ude af konkurrencen | ude af konkurrencen | ude af konkurrencen | ude af konkurrencen |